# Dactylaspis serratiloba
Dactylaspis serratiloba är en insektsart som beskrevs av Ferris 1938. Dactylaspis serratiloba ingår i släktet Dactylaspis och familjen pansarsköldlöss. Inga underarter finns listade i Catalogue of Life.